# Miguel Pedro (basquetebolista)
Miguel Pedro Martinez Lopes (Rio de Janeiro, 6 de julho de 1912 — , ) foi um basquetebolista brasileiro.
Jogava basquetebol pelo Flamengo, onde chegou a campeão carioca entre 1931 e 1934. Trabalhava na Light S.A..
Integrou a Seleção Brasileira de Basquetebol Masculino que competiu nos Jogos Olímpicos de Berlim realizados em 1936.